# Lovejoy-Gletscher
Der Lovejoy-Gletscher ist ein breiter Gletscher in den Usarp Mountains des ostantarktischen Viktorialands. Er fließt in östlicher Richtung zwischen der Anderson Pyramid und den Sample-Nunatakkern zum Rennick-Gletscher. Im unteren Abschnitt verläuft er ohne trennenden Höhenzug parallel zum Harlin-Gletscher. 
Das Gebiet wurde durch Vermessungsarbeiten des United States Geological Survey und mithilfe von Luftaufnahmen der United States Navy aus den Jahren von 1960 bis 1962 kartografisch erfasst. Das Advisory Committee on Antarctic Names benannte den Gletscher 1964 nach Leutnant Owen B. Lovejoy von der US Navy, Pilot einer R4D der Flugstaffel VX-6 in Antarktika von 1962 bis 1963 und von 1963 bis 1964.